# Papirus Oxyrhynchus 30
Papirus Oxyrhynchus 30 oznaczany jako P.Oxy.I 30 – rękopis zawierający fragment dzieła historycznego nieznanego autora napisany po łacinie. Papirus ten został odkryty przez Bernarda Grenfella i Arthura Hunta w 1897 roku w Oksyrynchos. Fragment jest datowany na III wiek n.e. Przechowywany jest w Department of Manuscripts Biblioteki Brytyjskiej (745). Tekst został opublikowany przez Grenfella i Hunta w 1898 roku.
Manuskrypt został napisany na welinie w formie kodeksu. Rozmiary zachowanego fragmentu wynoszą 8,6 na 5 cm. Tekst jest napisany pismem uncjalnym. Słowa nie są dzielone na końcu linii. Tematem rękopisu są prawdopodobnie wojny macedońskie.